# عمران لوزة
عمران لوزة (مواليد 1 مايو 1999) هو لاعب كرة قدم مغربي يلعب في مركز خط الوسط في نادي واتفورد الإنجليزي و المنتخب المغربي.

## مسيرته

### نادي نانت
انضم لوزة إلى أكاديمية الشباب في نادي نانت في عام 2006 قادما من النجم الفرنسي، وكان قائدًا لعدة فئات من الشباب في النادي. بدأ ظهوره الاحترافي مع نانت في فوز 4-1 في مسابقة كأس فرنسا على شاتورو في 4 يناير 2019، وسجل في أول ظهور له.

### نادي واتفورد
وقع لوزة في 1 يونيو 2021 على عقد انتقال من نانت إلى نادي واتفورد مقابل 10 ملايين يورو. وقع على صفقة لمدة خمس سنوات تستمر حتى عام 2026.